# Vuelta a La Rioja
Vuelta a La Rioja – kolarski wyścig jednodniowy, rozgrywany w Hiszpanii we wspólnocie autonomicznej La Rioja od 1957. Zaliczany jest do cyklu UCI Europe Tour, w którym posiada kategorię 1.1. Do 2008 był wyścigiem wieloetapowym.